# Elefterie Cornetti
Elefterie Cornetti (n. 1831, Craiova, d. 13 septembrie 1910, Viena), fost om politic și persoană de notorietate în Craiova secolului XIX.
A făcut parte din Comitetul electoral, participând activ la desemnarea deputaților pentru Adunarea Electivă a Țării Românești. Cornetti a fost consilier municipal (până în 1859), când a preluat casieria Consiliului Municipal Craiova (1859-1861).
Prin decret al domnitorului, este confirmat comandant la Garda cetățenească a Craiovei. A fost deputat pentru județul Dolj (1867); membru în comisia de rechiziții a județului Dolj (1877); prefect al județului Mehedinți (1878-1879); primul director al Băncii Naționale, Filiala Craiova.
Din 1887 a fost desemnat senator liberal pe viață.

## Viața personală
Cornetti se naște în anul 1831, după un document al Oficiului Stării Civile din Craiova. 
S-a căsătorit în 1870 cu Elena Zissu, fiica boierului Marcu Zissu Olaru, de origine grecească. Pentru a clasifica cazul moșiei Olari din actul de căsătorie lui Elefterie Cornetti cu Elena M. Zisu, rezultă că locul nașterii este în Craiova, anul precizat mai sus. Părinți fiind Ecaterina și Crăciunu Ion.

## Vezi și
- Școala de artă Cornetti
- Elena Cornetti
- Conacul Neamțu din Olari